# 차이나컵
차이나컵(영어: China Cup, 중국어: 中国杯国际足球锦标赛)은 중국 축구 협회와 완다 그룹에서 주최하는 중국의 친선 축구 대회이다. 이 대회는 2017년부터 4개 국가대표팀이 참가하는 토너먼트 방식으로 시작되었으며, 향후 8개 팀으로 확대될 예정이다.

## 역대 대회
| 년도          | 개최지 | 우승     | 준우승     | 3위            | 4위            |
| ------------- | ------ | -------- | ---------- | -------------- | -------------- |
| 2017 상세정보 | 난닝   | 칠레     | 아이슬란드 | 중화인민공화국 | 크로아티아     |
| 2018 상세정보 | 난닝   | 우루과이 | 웨일스     | 체코           | 중화인민공화국 |
| 2019 상세정보 | 난닝   | 우루과이 | 태국       | 우즈베키스탄   | 중화인민공화국 |